# 天主教達喀爾總教區
天主教達喀爾總教區（拉丁語：Archidioecesis Dakarensis）是塞內加爾一個羅馬天主教教省總教區，下轄六個教區。是該國唯一一個總教區。
1863年2月6日兩幾內亞暨塞內岡比亞宗座代牧區分為兩個代牧區，其中塞內岡比亞宗座代牧區在1936年1月27日改名為達喀爾代牧區。1955年9月14日升為總教區。
總教區範圍包括首都達喀爾及周邊地區。2006年有教友340,000人（佔轄區總人口10.7%）、四十二個堂區、139名司鐸。現任總教區總主教為本雅明·恩迪亞耶，榮休主教為西奧多·阿德良·薩爾樞機。